# Titularbistum Nicius
Nicius (ital.: Nicio) ist ein ehemaliges Bistum der römisch-katholischen Kirche und heute ein Titularbistum. Es gehörte der Kirchenprovinz Alexandria an.
Das Bistum befand sich in der gleichnamigen antiken Stadt in der römischen Provinz Aegyptus bzw. Aegyptus Iovia im westlichen Nildelta.
| Titularbischöfe von Nicius |                                   |                                                                       |                   |                   |
| Nr.                        | Name                              | Amt                                                                   | von               | bis               |
| 1                          | Camillo Vittorino Facchinetti OFM | Apostolischer Vikar der Tripolitana (Italienisch-Libyen)              | 9. März 1936      | 25. Dezember 1950 |
| 2                          | Alphonse Streit                   | ernannter Apostolischer Vikar von Mariannhill (Südafrikanische Union) | 23. Dezember 1950 | 11. Januar 1951   |
| 3                          | Jean Baptiste Tran-Huu-Duc        | Apostolischer Vikar von Vinh (Nordvietnam)                            | 14. Juni 1951     | 24. November 1960 |
| 4                          | Peter Rogan MHM                   | emeritierter Bischof von Buéa (Kamerun)                               | 18. August 1961   | 1. Dezember 1970  |